# Pseudexechia latevittata
Pseudexechia latevittata är en tvåvingeart som beskrevs av Chandler och Blasco-zumeta 2001. Pseudexechia latevittata ingår i släktet Pseudexechia och familjen svampmyggor.
Artens utbredningsområde är Spanien. Inga underarter finns listade i Catalogue of Life.